# Christian Albrecht Danckwardt
Christian Albrecht Danckwardt, ökänt födelsedatum, död 1 mars 1710 till följd av skador åsamkade under slaget vid Helsingborg, var en dansk militär.

## Biografi
Inte mycket är känt om Danckwardts bakgrund eller liv, möjligen var han son till Johan Danckwardt, fabriksägare i Hamburg, alternativt härstammade han från Schleswig. År 1684 blev han fänrik vid grenadjärkompaniet i Marineregimentet, där han 1687 befordrades till sekundlöjtnant. Ett par år efter detta fick han tillstånd att gå i främmande tjänst och deltog 1690 i Pfalziska tronföljdskriget som volontär i den sachsiska armén. Han fick därefter anställning vid Régiment de Youl, även kallat Régiment Youl-Danois, under den danske befälhavaren Frands Juul. Regementet sändes till krigsskådeplatsen i Katalonien där det stannade till 1693. Regementet fick 1692 namnet Régiment Royal-Danois av Ludvig XIV efter att Kristian V:s oäkta son Christian Gyldenløve utsetts till ny befälhavare. I juli 1693 sändes regementet på danske kungens önskan till striderna i Flandern där det bland annat utmärkte sig vid Slaget vid Neerwinden den 29 juli 1693. År 1695 följde Danckwardt med Gyldenløve till Danmark och fick samma år förtroendeuppdraget att rekrytera officerare Norge, en uppgift han utförde med stor duglighet. Han befordrades till kapten 1696 och erbjöds senare tjänsten som major, men då han samtidigt erbjudits tjänsten som kapten vid Marineregimentet återvände han istället till Danmark. Han blev 1699 kompanichef vid Den Kongelige Livgarde, där han 1704 steg till major och 1709 till överstelöjtnant och kommendör för regementet.
Som befälhavare för gardet deltog Danckwardt 1709 vid landstigningen vid Råå och det danska fälttåget i Skåne och Blekinge. Vid Slaget vid Helsingborg den 28 februari 1710 stod Gardet till fots placerade i första linjen på den danska centerns högra sida. När den danska centern utflankerades av det svenska kavalleriet och största delen av de danska infanteriregementena tog till flykten stod Gardet hårdnackat emot den svenska framryckningen. Omringade av flera svenska regementen fick Danckwardt sin häst skjuten under sig men fortsatte att kommendera sitt regemente kallblodigt. Till slut träffades Danckwardt av kanoneld som slog av hans ben i knähöjd. Under en kort tid sägs det att han uppstödd på sina knästumpar ändock fortsatte uppmuntra sina trupper och mota bort angripande svenska soldater, men stacks till slut ner av en svensk pikenär. Han avled efterföljande dag av sina skador. Efter Danckwardts fall bröts Gardets stridsmoral och man övergav sig. Regementets förluster var oerhörda. Med 500 döda eller sårade och 490 tillfångatagna blev hela förbandet i praktiken upplöst. Dock hade Livgardets stora uppoffring skyddat de övriga danska truppernas reträtt genom att binda upp stora delar av det svenska infanteriet.